# Георгій (Дашков)
Гео́ргій Дашко́в (в миру - Дашков, в схимі Гедеон; помер 17 (28) квітня 1739) — видатний церковний діяч початку XVIII століття; архієпископ Ростовський і Ярославський (1718-1731), віце-президент Святійшого синоду (1726-1731).

## Біографія
З дворянського роду Дашкових.
Під час Астраханського бунту в 1706 році був настоятелем в астраханському Троїцькому монастирі. Разом з астраханським архієреєм Самсоном брав діяльну участь у справі вмовляння обурених астраханців і, як представник від духовенства, брав участь в депутації приборканих астраханців, що зустріла фельдмаршала Шереметєва під Астраханню. Заслуги в справі припинення астраханського бунту, видатний розум і енергія настоятеля Троїцького монастиря звернули увагу фельдмаршала, який і рекомендував Дашкова царю Петру як людину з видатними адміністративними здібностями. Петро велів Апраксіну негайно привезти з Астрахані енергійного настоятеля.
За наказом царя Дашков спочатку був призначений келарем Троїце-Сергієвої лаври, 15 квітня 1711 року призначений в ній архімандритом. 13 липня 1718 року на острові Котлін був висвячений у сан єпископа і отримав в управління Ростовську і Ярославську єпархії. По смерті Стефана Яворського Дашков, вже тоді сильний своїми зв'язками, намагався отримати звання синодального віце-президента або переведення в Крутіцу, про що неодноразово просив клопотання впливового камер-юнкера Вільяма Монса.
Клопоти Дашкова про це, однак, не увінчалися успіхом, але, по смерті Петра 1 липня 1725 року іменним указом Катерини він був призначений в Синод третім архієреєм до Феофана Прокоповича і Феофілакта Лопатинського на місце синодального радника Калязинського архімандрита Рафаїла, перекладеного архієреєм у Псков. Колишній Калязінський архімандрит, отримавши призначення до Пскова, в Синоді був залишений як і раніше, ймовірно, завдяки підступам Феофана Прокоповича, який бачив в Дашкові небезпечного суперника. Синод, за наполяганням Прокоповича, увійшов навіть з поданням до цариці про те, як бути з Георгієм Дашковим з огляду на те, що в Синоді і без нього вже присутні три архієреї. Пані, однак, підтвердила свій колишній наказ і повеліла Георгію Дашкову бути в Синоді радником так само, як і Рафаїлу. Енергійний Дашков не хотів бути радником, тобто стояти за рангом нижче Феофана і Феофілакта, і домігся того, що світські титули синодальних членів були скасовані, а всі духовні особи, присутні в Синоді, були зрівняні в правах і почали іменуватися просто членами Синоду. 15 липня 1726 року Дашков возведений у сан архієпископа і призначений віце-президентом Святійшого синоду.
Як член Синоду, Дашков не відрізнявся особливою вченістю і глибиною богословських знань, але був людиною світлого природного розуму, сильної волі, невтомної енергії та рішучого характеру: в перший же час своєї присутності в Синоді він особисто подав цариці енергійний протест проти відібрання у монастирів майна і віддачі їх служивим людям. Феофан Прокопович в той час вершив церковні справи в Синоді майже одноосібно і, звичайно, енергійний Дашков не міг не зіткнутися з ним вже на самому початку своєї синодальної діяльності. Почалася боротьба через вплив і в Синоді утворилося дві партії, причому Дашков став на чолі сильної партії осіб, незадоволених Прокоповичем, що складалася переважно з опальних дворян минулого царювання, а душею цієї партії був Коломенський митрополит Ігнатій Смола, прихильник цариці Євдокії Лопухіної і царевича Олексія Петровича.
Після смерті Катерини Прокопович втратив колишнє значення, і Дашков, маючи опору в членах Верховної таємної ради, особливо в Долгоруких, зосередив у своїх руках всю повноту влади церковного управління, правив майже одноосібно і в самому Синоді, а потім підняв питання про відновлення патріаршества, мріючи , за допомогою своїх зв'язків, досягти сану патріарха. Верховна таємна рада, мабуть, підтримувала Дашкова і вже послала до Синоду офіційний запит: «Чи можна в нинішній час - бути в Російській церкві патріархові?». Феофан Прокопович, однак, відповів на нього рішучою відмовою, чим ще більше налаштував проти себе Георгія Дашкова.
Наскільки був сильний в цей час Георгій Дашков видно, між іншим, з того, що всі папери, які прямували в Синод, Меншиков посилав для попереднього перегляду Дашкову. Постанови Петровського царювання у церковних справах одне за іншим скасовувалися указами Верховного таємного ради, в складанні яких діяльну участь брав і сам Дашков; в березні 1727 року указом Верховного таємного ради, наказано маловотчінним і безвотчінним монастирям бути на колишньому підставі; в липні - колишнім Синодальним членам наказано повернути до Верховного таємна рада панагії і інші речі, що залишилися після патріархів; в жовтні того ж року закрита Невська друкарня, в якій були надруковані майже всі твори Феофана Прокоповича, які подали привід до різного роду пліткам про введення в Росії лютеранства та ін .; в листопаді - дозволене друкування «Каменя Віри» і т. д. Феофан Прокопович тільки номінально залишався пріоритетним членом Синоду, але фактично не користувався ніякою владою і покірно підписував все, що виходило від Дашкова.
Зі сходженням на престол імператриці Анни відбулася зміна придворних впливів, Долгорукі впали, а Прокопович увійшов в колишню силу і, звичайно, перш за все почав зводити рахунки з Дашковим. Прокоповичу не треба було багато зусиль, аби вселити цариці думку, що Дашков належить до ворожої для неї партії і є небезпечною для неї людиною. Крім того, він зумів виставити Дашкова в очах імператриці хабарником, який своїми незаконними поборами нібито розорив єпархії. Найвищим указом Синоду велено було зробити слідство у справі про незаконні побори Георгія Дашкова. За підступом Прокоповича та секретаря Синоду Дудіна слідство було доручено Павлу Протопопову, ставленику Феофана. Тим часом, Георгій Дашков ще до закінчення слідства був спочатку 21 липня 1730 звільнений з Синоду, а 28 грудня позбавлений єпископського сану і ув'язнений в Харківському монастирі. Слідство робило свою справу, і звичайні в той час подарунки від монастирів владикам, що завідували ними, в процесі Георгія Дашкова фігурували як незаконні побори і хабарі, що зруйнували єпархії.
Прокопович скористався нагодою, щоб ще далі запроторити Дашкова, звідки б той уже не міг бути для нього небезпечним: 28 грудня 1730 найвищим велінням Дашков був засланий на острів Кубенського озера в Спасо-Кам'яний монастир під посилений нагляд. 4 березня 1731 року Дашков прийняв тут схиму і отримав ім'я Гедеона. Хоча в Спасо-Кам'яному монастирі Гедеон і містився, як державний злочинець, однак, як колишній архієрей, він користувався особливою пошаною і з боку братії і з боку прочан, з віддалених місць сходилися в монастир, щоб отримати благословення благочестивого старця Гедеона, що був у очах народу мучеником за правду і не простим ченцем, а архієреєм в схимі. Знаки уваги і вирази дружби з боку митрополита Ігнатія Смоли, Сильвестра і Долгоруких оточували старця Гедеона в очах народу ореолом мучеництва і починали турбувати Прокоповича.
За підступом Феофана, для посилення нагляду за Дашковим в Спасо-Кам'яний монастир був посланий сержант гвардії з трьома солдатами і над Гедеоном почалося нове слідство, яке повинне було розкрити і ті злочини, в яких передбачалося звинуватити схимника. Були пущені в хід всі засоби того часу: було піднято питання про правильність постригу Гедеона в схиму, звинувачували Гедеона в тому, що він по-архієрейськи благословляє народ, що він вів велике листування з друзями і тим підтримував з ними зв'язок і т. Д. До слідства був притягнений і вологодський єпископ Афанасій. Безліч осіб було викликано до Петербурга для допиту у справі Гедеона. Обшук в келії схимника не дав ніяких результатів, і в Синоді, як речовий доказ злих підступів Гедеона, фігурувала одна тільки чорнильниця, знайдена під підлогою келії Гедеона. Результатом цього нового слідства, однак, було те, що 20 березня 1733 року із Таємної канцелярії вийшов наказ посилити караул над Гедеоном.
У 1734 році змучений суворим ув'язненням і всілякими стражданнями, Гедеон намагався домогтися особистого побачення з царицею, щоб позбутися від незаслужених гонінь хоч на старість років і оголосив «Слово і діло», але Синод випередив бажання старця: він увійшов до цариці з пропозицією вислати схимника Гедеона, як людину небезпечну для державного спокою, і утримувати його як колодника. У травні 1734 року Гедеон переміщений в Селенгинський Троїцький монастир, а 2 грудня 1735 року в Успенський Нерчинський монастир. Цариця затвердила пропозицію Синоду і напочатку 1736 року звеліла «тримати Гедеона в Успенському монастирі навіть до смерті невідступно і не слухаючи ніяких оголошень його хоч би й про государеве слово і справу». Найвищий указ 23 жовтня 1740 року про помилування невиннозасланих в попереднє царювання не застав уже схимонаха Гедеона в живих: колишній Ростовський архієрей, член Синоду, Дашков помер 17 квітня 1739 в злиднях, колодником, а  майно, що залишилося після нього - «скарб», за рішенням контори таємних розшукових справ, було розділено між братією монастиря.